# Mučedníci z Momišiči
Svatí Mučedníci z Momišiči byli oběti osmanského teroru roku 1688.
Jednalo se o dva kněze-učitele a čtyřicet studentů, většina z nich byli z farnosti bratrstva Popović. Roku 1688 byli zaživa upáleni v chrámu svatého Jiří v osadě Momišiči (dnes ve městě Podgorica v Černé Hoře) Sulejmanem Pašou ze Skadaru, který se chtěl pomstít za porážky utrpěné od horských kmenů, zejména od Kučů. Jejich ostatky se nacházely až do roku 1936 v chrámu svatého Jiří v Podgorice, poté byly přemístěny do obnoveného chrámu svatého Jiří v Momišiči.
Dne 17. května 2012 rozhodl Svatý synod Srbské pravoslavné církve o jejich svatořečení. Slavnostní kanonizace se konala 19. května 2012 v chrámu svatého Sávy v Bělehradu.